# 交野市站
交野市站（日语：／ Katanoshi eki */?）是位於大阪府交野市私部三丁目，京阪電氣鐵道（京阪）交野線的車站。車站編號為KH65。

## 歷史
- 1929年（昭和4年）7月10日 - 信貴生駒電鉄信貴生駒電鐵（日语：信貴生駒電鉄信貴生駒電鐵）枚方線開通，交野站啟用。
- 1939年（昭和14年）5月1日 - 路線轉讓至交野電氣鐵道（日语：交野電気鉄道）。
- 1945年（昭和20年）5月1日 - 公司合併，成為京阪神急行電鐵車站。
- 1949年（昭和24年）12月1日 - 公司分離，成為京阪電氣鐵道車站。
- 1969年（昭和44年）3月21日 - 新設行人隧道，車站大樓進行改善工程[1]。
- 1972年（昭和47年）4月2日 - 村野站至此站之雙線化。
- 1977年（昭和52年）11月1日 - 車站改名為交野市站。當時交野市已成立6年。
- 1981年（昭和56年） - 枚方市方向月台上蓋延伸20米。月台上增設導盲磚[2]。
- 1987年（昭和62年）5月29日 - 此站至河內森站（正確來說是車站靠近交野市一方的森信號所）雙線化。
- 1994年（平成6年）11月23日 - 跨站式站房工程完成[3]。
- 1995年（平成7年）
  - 1月30日 - 站內增設3座升降機、設有空調設備的候車室[4]。
  - 3月28日 - 「京阪交野大廈」（車站大廈）竣工[5]。
- 2009年（平成21年）4月 - 月台上設置列車接近顯示器[6]。

## 車站構造

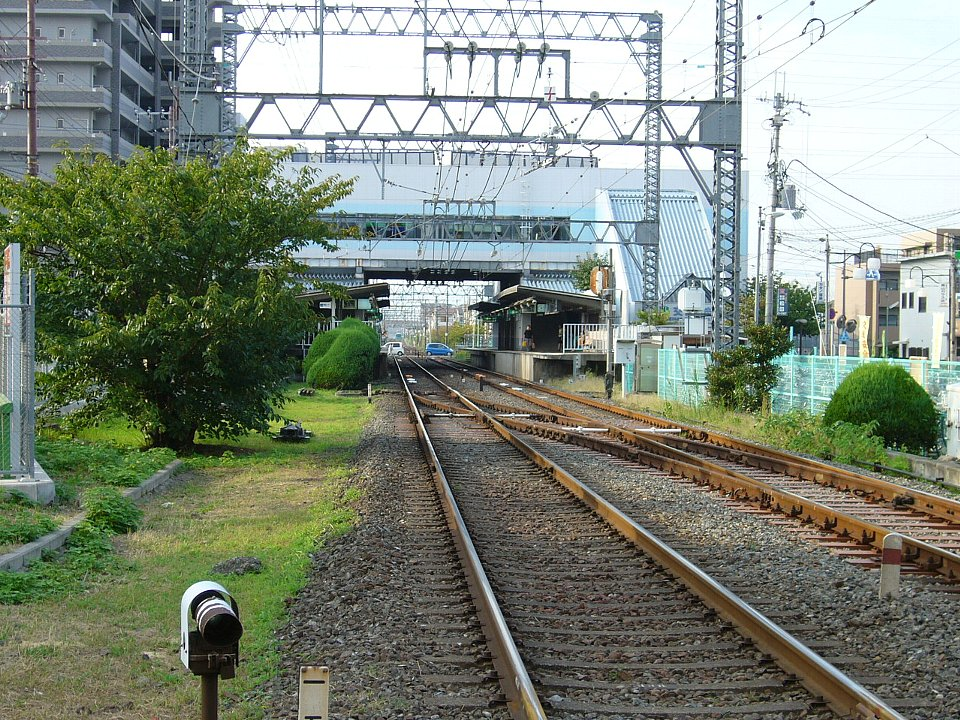
月台(2006年9月)

本站是地面車站，設有2面2線的相對式月台。此站設有跨站式站房。站內設有一處閘口，東西兩邊各有出入口。站內也設有升降機、扶手電梯和無障礙廁所。另外，兩月台均可容納5卡列車。西邊的車站大樓內設有各種商店。

### 月台
| 月台 | 路線   | 上下行 | 方向       |
| ---- | ------ | ------ | ---------- |
| 1    | 交野線 | 上行   | 枚方市方向 |
| 2    | 交野線 | 下行   | 私市方向   |

## 使用狀況
在2019年（令和元年）度指定日調查的一日上下車人次為10,295人。在交野線中，除了枚方市外，僅次於河內森，為第二多人使用的車站。
以下為各年度指定日調查的一日上下車、乘車人次列表。
| 年度   | 指定日     | 指定日   | 參考資料    |
| 年度   | 上下車人次 | 乘車人次 | 參考資料    |
| ------ | ---------- | -------- | ----------- |
| 2000年 | 11,078     | 5,621    | [ 統計 1 ]  |
| 2001年 | -          | -        |             |
| 2002年 | 10,534     | 5,367    | [ 統計 2 ]  |
| 2003年 | 10,937     | 5,541    | [ 統計 3 ]  |
| 2004年 | 11,288     | 5,648    | [ 統計 4 ]  |
| 2005年 | 11,151     | 5,651    | [ 統計 5 ]  |
| 2006年 | 11,188     | 5,619    | [ 統計 6 ]  |
| 2007年 | 10,941     | 5,502    | [ 統計 7 ]  |
| 2008年 | 11,721     | 5,893    | [ 統計 8 ]  |
| 2009年 | 11,322     | 5,494    | [ 統計 9 ]  |
| 2010年 | 10,658     | 5,434    | [ 統計 10 ] |
| 2011年 | 10,686     | 5,374    | [ 統計 11 ] |
| 2012年 | 10,433     | 5,241    | [ 統計 12 ] |
| 2013年 | 10,368     | 5,184    | [ 統計 13 ] |
| 2014年 | 10,498     | 5,272    | [ 統計 14 ] |
| 2015年 | 10,448     | 5,190    | [ 統計 15 ] |
| 2016年 | 10,323     | 5,132    | [ 統計 16 ] |
| 2017年 | 10,338     | 5,146    | [ 統計 17 ] |
| 2018年 | 10,349     | 5,165    | [ 統計 18 ] |
| 2019年 | 10,295     | 5,153    | [ 統計 19 ] |

## 車站周邊
車站西邊設有巴士迴旋路。
- 交野市政廳
- 交野市立青年之家 - 內部設有圖書室
- 交野珍寶廣場
- 里索那銀行交野出張所

## 巴士路線
京阪巴士
- 1號乘車處
  - 15號 前往星田站（經星田四丁目）
  - 16號 [循環線]前往京阪交野市站、前往河內磐船站（經河內磐船站、藤尾團地、星田七丁目、南星台、妙見坂五丁目）
  - 18號 前往田原台（日语：田原台）一丁目（只於星期六及假日行走，每日2往返班次）
- 2號乘車處
  - 14號 前往津田站（經幾野四丁目）
  - 19號 前往河內磐船站（經住吉神社前、交野警署）
- 3號乘車處
  - 9、14、15號 前往京阪香里園站
- 直Q乘車處
  - 直達特快直Q京都號（日语：ダイレクトエクスプレス直Q京都号） 前往京都站八條出口、京田邊市政廳、難波（OCAT）、京阪飯店 環球影城塔（日语：ホテル京阪 ユニバーサル・タワー）

## 相鄰車站
京阪電氣鐵道
 交野線
■普通
郡津（KH64）－交野市（KH65）－河內森（KH66）

## 注腳

### 統計資料
1. ↑  大阪府統計年鑑（平成13年）PDF
2. ↑  大阪府統計年鑑（平成15年）PDF
3. ↑  大阪府統計年鑑（平成16年）PDF
4. ↑  大阪府統計年鑑（平成17年）PDF
5. ↑  大阪府統計年鑑（平成18年）PDF
6. ↑  大阪府統計年鑑（平成19年）PDF
7. ↑  大阪府統計年鑑（平成20年）PDF
8. ↑  大阪府統計年鑑（平成21年）PDF
9. ↑  大阪府統計年鑑（平成22年）PDF
10. ↑  大阪府統計年鑑（平成23年）PDF
11. ↑  大阪府統計年鑑（平成24年）PDF
12. ↑  大阪府統計年鑑（平成25年）PDF
13. ↑  大阪府統計年鑑（平成26年）PDF
14. ↑  大阪府統計年鑑（平成27年）PDF
15. ↑  大阪府統計年鑑（平成28年）PDF
16. ↑  大阪府統計年鑑（平成29年）PDF
17. ↑  大阪府統計年鑑（平成30年）PDF
18. ↑  大阪府統計年鑑（令和元年）PDF
19. ↑  大阪府統計年鑑（令和2年）PDF

## 外部連結
- 交野市 - 京阪電氣鐵道